# Sugárzott teljesítmény
A sugárzott teljesítmény sugárzás formájában kibocsátott, áteresztett vagy felfogott teljesítmény.
Jele: P, {\displaystyle \Phi _{e}}, {\displaystyle \Phi }
Egysége: watt (W)
A fogalmat gyakran használják a fotometriában, a rádiótechnikában és a hőtechnikában.